# Pauxi
Pauxi is een geslacht van vogels uit de familie sjakohoenders en hokko's (Cracidae).

## Soorten
Het geslacht kent de volgende soorten:
- Pauxi koepckeae  – Sirahokko
- Pauxi pauxi  – Helmhokko
- Pauxi unicornis  – Hoornhokko